# 태풍 수달
태풍 수달(태풍 번호: 0401, JTWC 지정 번호: 03W, 국제명:SUDAL, 필리핀 기상청(PAGASA) 지정 이름: Cosme)은 2004년에 북서태평양에서 발생한 1번째로 생긴 태풍으로 미크로네시아 연방 야프섬에 막대한 피해를 입힌 태풍이다. 수달(SUDAL)은 대한민국에서 제출하였으며, 수달을 의미한다.

## 태풍의 진행

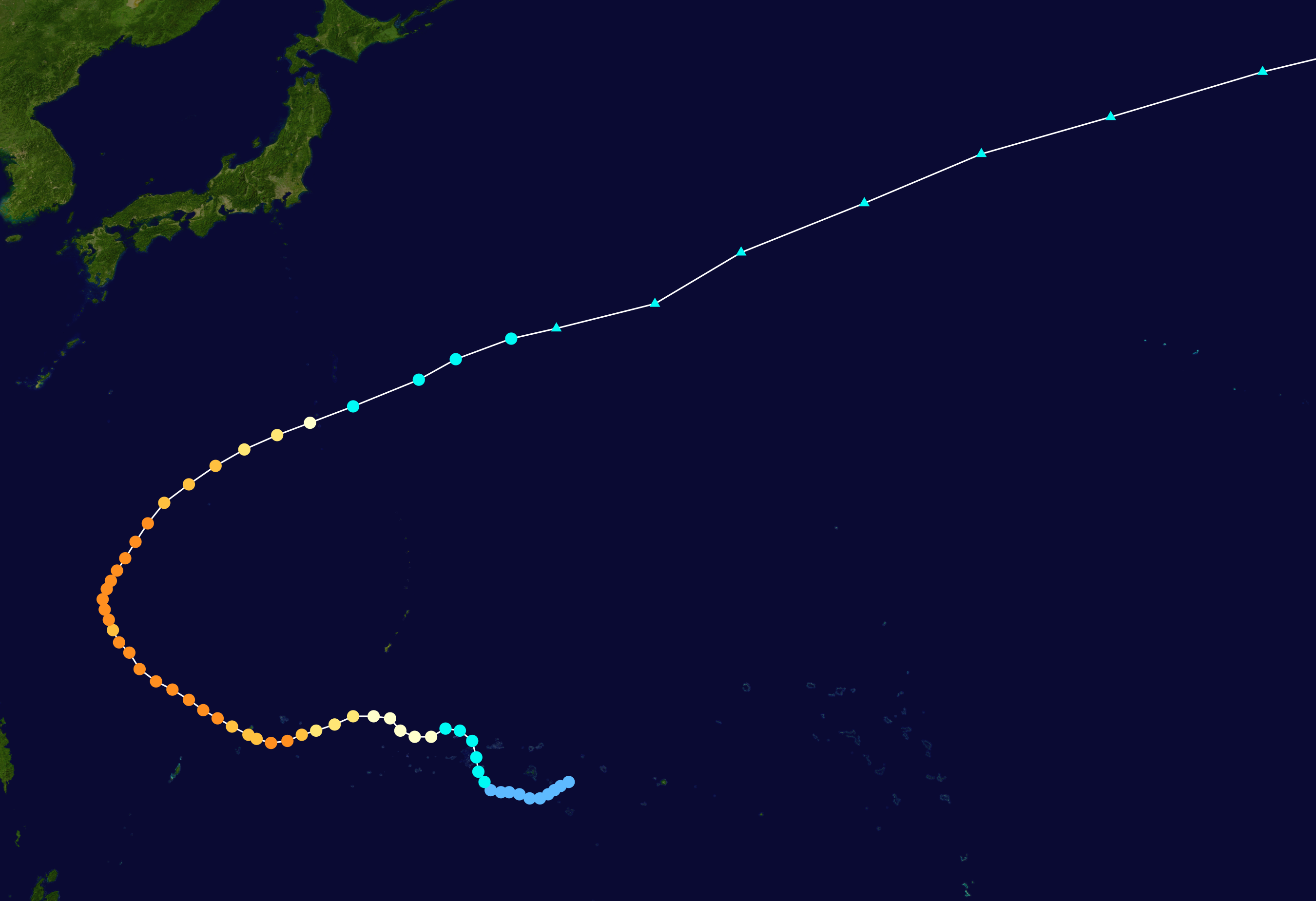
태풍 수달의 이동 경로

2004년 4월 2일에 일본 기상청(JMA)는 추크 제도 근처에 있던 저기압을 열대 저기압으로 승격시키고 나중에 태풍번호 0401의 명칭을 부여받으면서 2004년에 생긴 모든 태풍 중에 첫 번째 태풍이 되었다. 이 열대 저기압은 서쪽으로 느리게 이동하면서 점차적으로 발달하여 이틀 뒤에는 미국 합동태풍경보센터(JTWC)가 이 열대저기압을 열대저기압 03W으로 명명하고 JTWC가 주시한 2004년의 열대 저기압 중 3번째가 되었다. 조금 후에 열대 폭풍으로 발달하고 북쪽으로 진로를 바꾸자 4월 5일, 열대 폭풍이 10분최대풍속 54 km/h을 기록한 후에 JMA가 '수달(SUDAL)'으로 이름을 붙이게 되었다.
이와 동시에 JTWC에서는 수달이 1분평균풍속 100 km/h에 도달하였다고 보았다. 열대폭풍 수달이 미크로네시아 연방 폴루왓이라는 섬을 종단한 후, 방향을 서남서쪽으로 틀었다. 4월 6일에는 태풍의 눈이 발달하기 시작하여 미국 괌 남동쪽 540 km 해상에서 JTWC는 열대폭풍 수달을 태풍의 단계로 올렸다. 이때부터 태풍 수달은 북서쪽으로 진로를 바꾸며 처음에는 야프섬 북쪽을 통과하며 안전하게 야프섬을 지날 것이라고 예측했다. 그러나 수달은 강력해지면서 서남서쪽으로 이동하기 시작하며 4월 8일부터는 급격하게 강력해졌다. 이 때 JTWC에서는 1분최대풍속 215 km/h을 기록했다고 보고 사피어-심슨 허리케인 등급 제4등급까지 올렸다. 하지만 조금씩 약해지면서 태풍 수달은 야프섬과 가장 근접하게 이동하면서 남쪽 해상을 지났는데 섬과의 거리는 불과 45 km 밖에 되지 않았다. 4월 9일 하루 전체에 걸쳐 태풍 수달은 다시 재발달하였으며 4월 10일에는 JTWC가 수달이 1분최대풍속 240 km/h에 도달했다고 발표한 후에 2004년의 첫 번째 슈퍼태풍이 되었다. 동시에 JMA에서는 10분최대풍속 165 km/h와 중심기압 940 hPa을 기록했다고 보고하면서 태풍의 최성기를 맞이하였다. 또한 이날에 필리핀 기상청(PAGASA) 태풍 관할 구역에 진입하여 PAGASA에서는 'Cosme'으로 이름을 부여하고 관찰하기 시작했다. 며칠동안 태풍은 북서쪽으로 이동하면서 강도에는 변화가 있었지만 여전히 매우 강력한 세력을 유지하고 있었다. 4월 12일에 태풍 수달은 북쪽으로 전진하면서 태풍의 눈의 지름은 약 85 km가 되었다. 이날 후에 수달은 2번째로 강력해지면서 1분최대풍속 230 km/h을 기록했다.
4월 15일 이른 시각에는 일본 이오섬 비거주지역을 매우 근접하게 통과하고 매우 빠른 속도로 약해지기 시작했다. 조금 후에 JTWC와 JMA는 태풍의 단계에서 열대 폭풍의 단계로 낮추었으며 4월 16일 온대저기압으로 변질되었다. 하지만 온대저기압으로 변질된 후에도 계속 북동쪽으로 이동하면서 4월 18일에 일본 극동쪽과 미국 알래스카 알류샨 열도 극남부까지 도달하였다.

## 태풍의 시간별 정보
아래 표는 대한민국 기상청(KMA)의 자료에 의한 것임.
| 형태          | 날짜 및 시간 (UTC) | 위도 (°N) | 경도 (°E) | 이동속도 (km/h) | 기압 (hPa) | 최대풍속 (m/s) |
| ------------- | ------------------ | --------- | --------- | --------------- | ---------- | -------------- |
| 열대폭풍      | 4월 5일 0시        | 8.4       | 149.1     | 4               | 998        | 18.0           |
| 강한 열대폭풍 | 4월 6일 0시        | 9.2       | 147.1     | 13              | 980        | 26.0           |
| 강한 열대폭풍 | 4월 7일 0시        | 10.0      | 144.5     | 7               | 975        | 31.0           |
| 태풍          | 4월 8일 0시        | 9.1       | 140.6     | 17              | 965        | 36.0           |
| 태풍          | 4월 9일 0시        | 9.0       | 138.1     | 7               | 950        | 41.0           |
| 태풍          | 4월 10일 0시       | 10.8      | 135.3     | 13              | 940        | 44.0           |
| 태풍          | 4월 11일 0시       | 13.1      | 132.4     | 15              | 945        | 44.0           |
| 태풍          | 4월 12일 0시       | 15.4      | 131.0     | 11              | 955        | 39.0           |
| 태풍          | 4월 13일 0시       | 17.2      | 131.6     | 13              | 955        | 39.0           |
| 태풍          | 4월 14일 0시       | 20.3      | 134.0     | 20              | 955        | 39.0           |
| 태풍          | 4월 15일 0시       | 23.9      | 139.0     | 16              | 970        | 33.0           |
| 강한 열대폭풍 | 4월 16일 0시       | 27.7      | 148.3     | 48              | 980        | 28.0           |
| 소멸          | 4월 16일 21시      | 28.9      | 153.8     | 54              | 996        |                |

## 피해

### 미크로네시아 연방
태풍 수달이 초기에는 열대 폭풍의 상태로 매우 약한 상태였고 이내 추크 제도 근해를 통과하면서 추크 제도에 170 mm의 강수량을 가져다주었다. 또 몇 채의 집의 지붕이 날라갔고 소규모 농작물 피해가 있었으나 사망자와 부상자는 나오지 않았다. 태풍 수달은 괌 남부를 지나면서 섬에 단시간 내로 영향을 주었다. 해안가에는 5.5 m의 파도가 밀려왔고 아프라 항에 위치한 기상 측정소에서는 69 km/h의 돌풍과 강수량 50 mm가 측정되었으나 피해는 없었다.
서부 지방에서는 태풍 수달이 캐롤라인 제도와 야프섬을 통과하면서 강해졌고 울리시의 섬에서는 132 km/h의 돌풍이 불었고 24간 안에 161 mm의 비가 내렸다. 또 5 m에 달하는 파도가 해안가를 덮쳤고 이로 인해 해안 침식과 농작물에 피해를 주었다. 또 몇 그루의 나무가 쓰러졌고 비교적 안전하게 지어지지 못한 집들이 파괴되었다.
일본 이오섬에서는 141 km/h의 돌풍이 불기도 하였다.

### 야프 섬

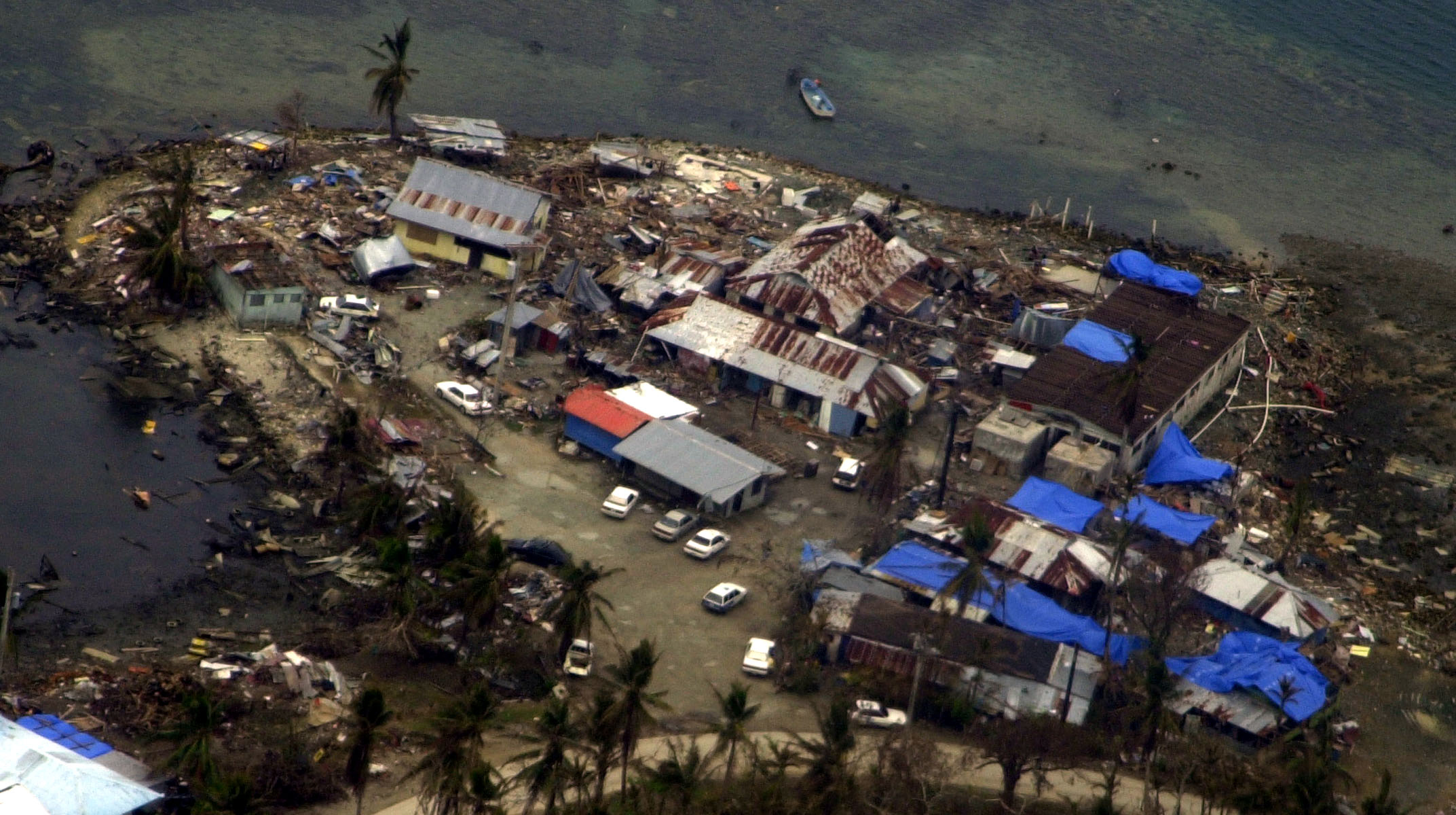
야프 섬의 피해

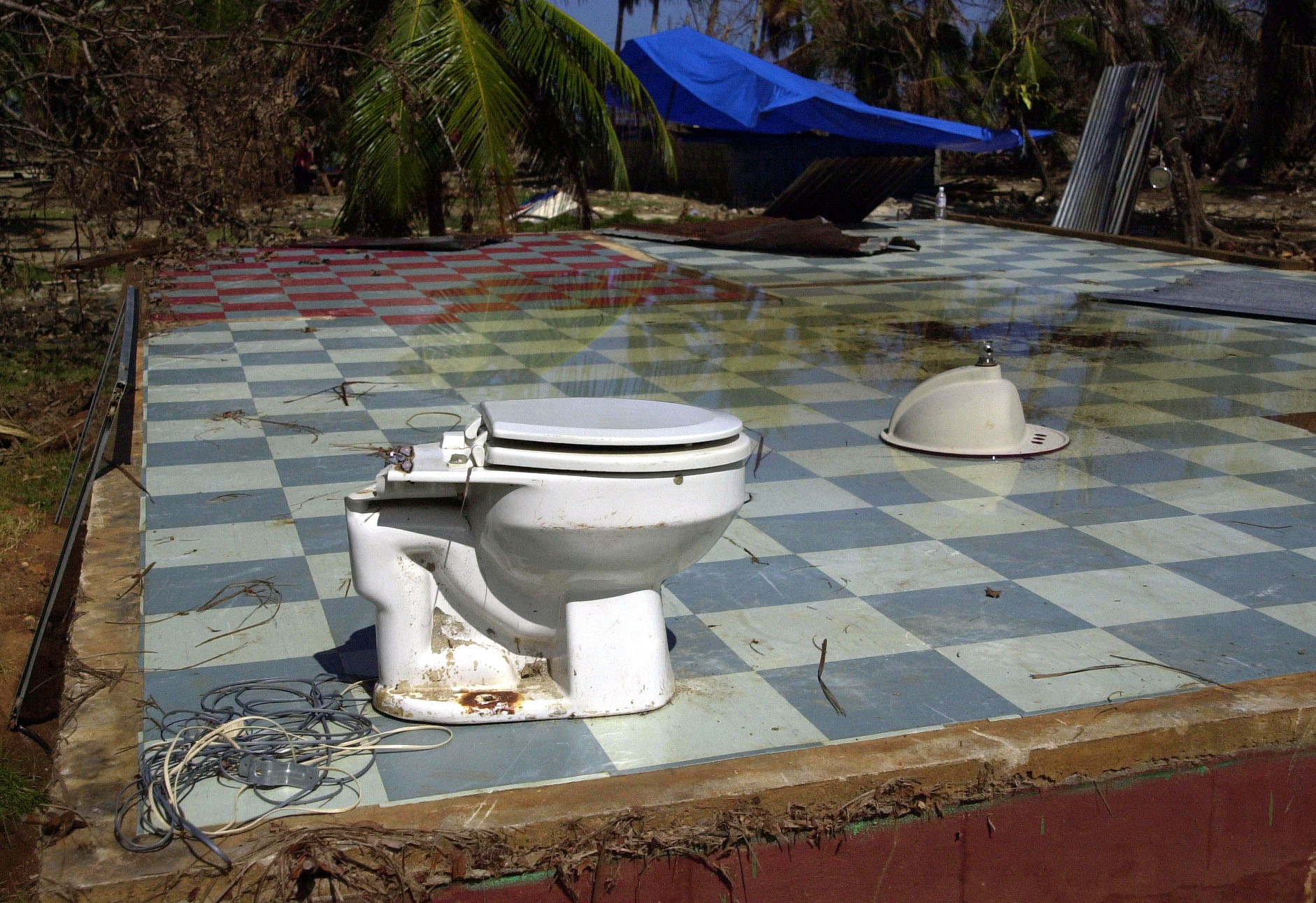
집 전체가 완전히 날라간 모습

태풍 수달이 지나가면서 가장 많은 피해가 난 곳이 바로 야프섬이었다. 초기에는 수달이 북쪽으로 지나가면서 섬은 태풍으로부터 안전할 것이라고 예보되었으나 정반대로 극심한 피해를 겪게 되었다. 전년인 2003년 11월 말기에 태풍 루핏이 지나면서 야프 섬에도 영향을 끼쳐 그 때의 피해로부터 회복하고 있는 중이었으나 태풍이 덮치기 1분전에 진로가 급작스럽게 바뀌면서 섬에 엄청난 피해가 나자 정부는 이 섬에 도움을 주기 시작했다. 수달이 오기 하루 전만해도 학교의 대피소는 열려있었고 정부청사 건물은 섬에서부터 멀리 떨어져서 이동하는 태풍 수달의 강풍을 견뎌낼 수 있을 것이라고 예견했으나 그렇지 않자, 더욱 피해를 키웠다.
4월 9일에는 태풍 수달이 섬 남부 해상을 지나면서 185 km/h의 바람이 섬에서 장장 4시간동안 지속되었다. 길이가 17 km인 이 섬은 엄청난 강풍을 겪었다. 야프 섬 국제공항에서는 181 km/h의 바람이 관측되었고 이후 자료에 따르면 해안가에는 226 km/h의 바람이 불기도 했다. 공항에서는 폭우가 내려 48시간만에 비가 200 mm 이상이 내렸고 섬 안에서의 최저기압은 958.5 hPa를 기록했다. 해안가에는 태풍 수달이 만들어낸 6.7 m의 파도가 덮쳤다.
태풍 수달이 야프섬을 덮쳤을 때는 약 8천명이 1700채의 집에 거주하고 있었다. 그러나 태풍은 700채의 집을 완전히 부수었고 나머지 900채는 반파시켰다. 하지만 대부분의 집들은 나무로 지어져서 피해가 더 심했다. 피해는 이 섬의 남부에서 극심했다. 이 섬의 90%의 건물들(병원, 공항, 정부청사, 기반시설 등)이 파괴되거나 파손되었다. 5개 호텔 중 1개의 호텔도 파괴되었다. 또 80%의 거주민들이 물과 전기를 쓰지 못했고 높은 파도는 집들과 방파제를 부수었다. 파도가 밀려오면서 해안가의 농작물들은 소금물로 뒤덮였고 약 1천명의 사람들이 집을 잃었고 나머지 5백명은 대피소에 있었다. 또한 바다의 수온은 태풍이 지나가기 전 30°C에서 24°C로 내려갔다.
야프 섬에 관계없이 태풍 수달이 지나가면서 총 피해액은 1400만달러(2004년 미국 달러 기준)로 집계되었고 대부분은 야프 섬에서 나왔다. 하지만 이런 피해에도 불구하고 사망자는 없었다. 부상자는 8명으로 병원에서 치료를 받았으나 아무도 매우 심각하지는 않았다. 태풍 수달은 50년 만에 야프 섬에 이렇게 강한 세력으로 지나간 태풍으로 기록되었다.

## 제명
야프섬의 극심한 피해로 인해 태풍 수달은 제명되었고 이후 대한민국에서 새로운 이름 '미리내(MIRINAE)'가 결정되어 2009년부터 사용하게 되었다. 제명된 태풍 중에서 사망자가 한 명도 없는 유일한 태풍이기도 하다.

## 같이 보기
- 2004년 태풍